# Волластон, Уильям Хайд
Уи́льям Хайд Во́лластон (иногда Уолластон; англ. William Hyde Wollaston; 6 августа 1766[…], Норфолк — 22 декабря 1828[…], Лондон) — английский учёный-химик, который открыл палладий (1803) и родий (1804), впервые получил (1803) в чистом виде платину. Открыл (1801) независимо от И. Риттера ультрафиолетовое излучение, сконструировал рефрактометр (1802) и гониометр (1809).
Член (1793), президент (июнь—ноябрь 1820) и вице-президент (1820—1828) Лондонского королевского общества, иностранный член Парижской академии наук (1823; корреспондент с 1816).

## Биография
Уильям Хайд Волластон родился 6 августа 1766 года в Норфолке в семье священника-астронома Фрэнсиса Волластона. Получил образование в Чартерхаусе и колледже Гонвил и Киз. Изучал медицину в Оксфорде и Лондоне, получил звание врача и стал заниматься практикой в Лондоне. Здесь он хлопотал о получении места в госпитале Святого Георгия, но так как ему предпочли другого, по его мнению, менее достойного, то он бросил совсем медицину и стал специально заниматься физикой и химией.
В 1793 году он был избран членом Лондонского королевского общества, впоследствии сделан был секретарём и президентом этого учреждения.
Значение Волластона в химии определяется тем, что он сначала демонстрировал химический «закон кратных пропорций» на простых и характерных примерах. В исследовании «О надкислых и подкислых солях» (1808) Волластон показывает, что если на одно и то же количество основания приходятся разные количества кислот, то эти последние относятся друг к другу, как 1:2:4. Здесь же Волластон впервые высказывает свои соображения о пространственном расположении атомов.
В 1800 году он нашёл способ приготовлять ковкую платину и таким образом ввёл в употребление платиновую посуду, что имело огромное значение в развитии технического добывания серной кислоты. Правда, до 1828 г. Волластон не сообщал секрета как готовить ковкую платину.
Фраунгоферовы линии (линии поглощения, видимые на фоне непрерывного спектра звёзд) были открыты в 1802 году английским физиком и химиком Уильямом Волластоном.
В 1803 году Уильям Хайд Волластон открыл палладий, в 1804 году — родий.
В 1807 году Волластон изобрёл камеру-люциду.
Изобрел одну из разновидностей поляризационных двулучепреломляющих призм - призму Волластона
Интересуясь и занимаясь кристаллографией, Волластон изобрёл отражательный гониометр. Когда весь учёный мир был охвачен спором, возникшим между Вольтой и Гальвани о причинах возникновения электрического («гальванического») тока, Волластон принял деятельное участие в этом споре и изобрёл гальванический элемент (или пару), до сих пор носящий его имя.
Наконец, в 1814 году Волластон дал более точную, чем Дальтонова, таблицу «атомных» или «эквивалентных» весов, которая была составлена на основании различных опытных данных и которая мало отличалась от таблицы, данной впоследствии Берцелиусом.

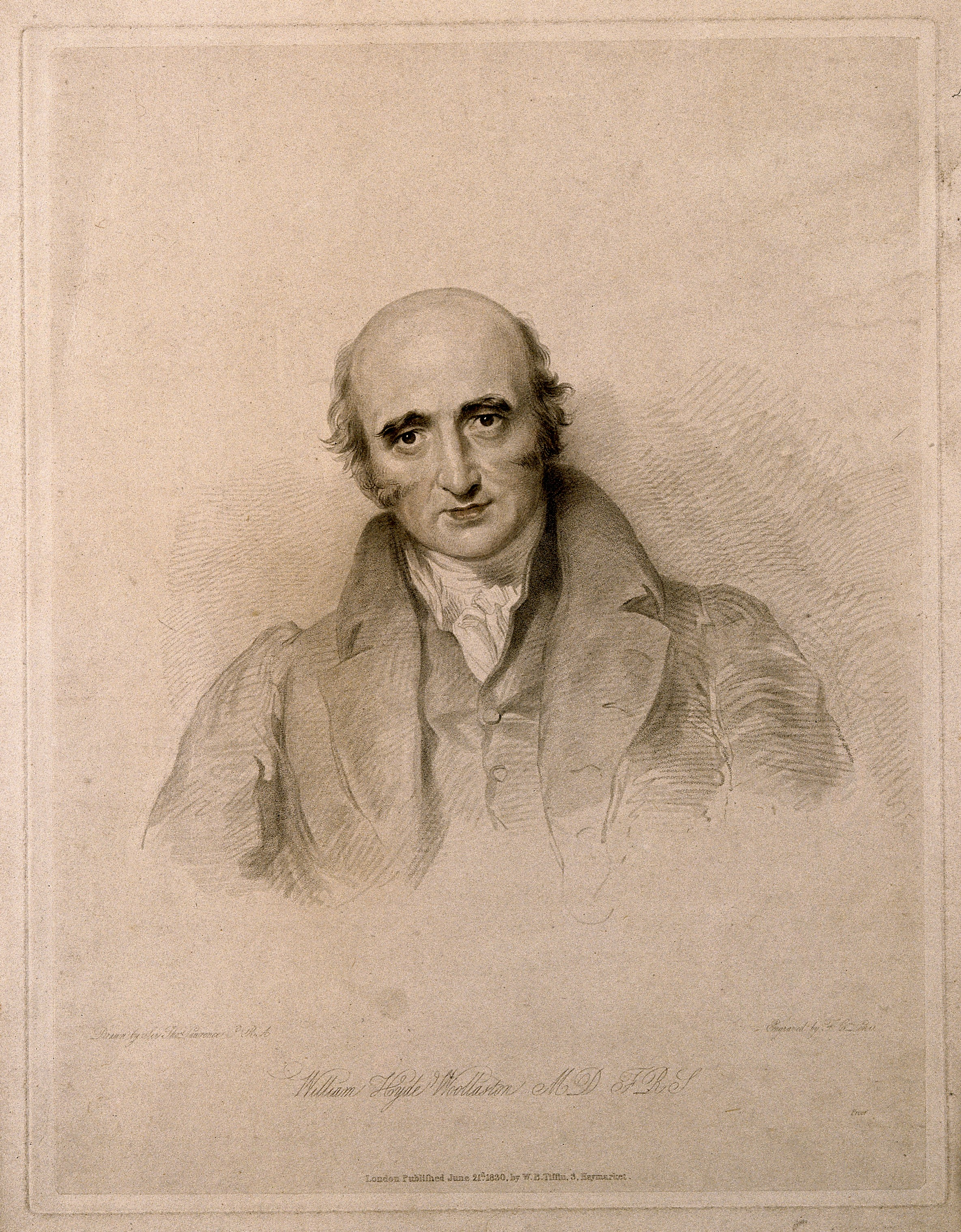
Волластон на гравюре F. C. Lewis

## Награды
- Медаль Копли (1802)
- Бейкеровская лекция (1802, 1805, 1812, 1828)
- Королевская медаль (1828)

## Память
В честь У Волластона названы:

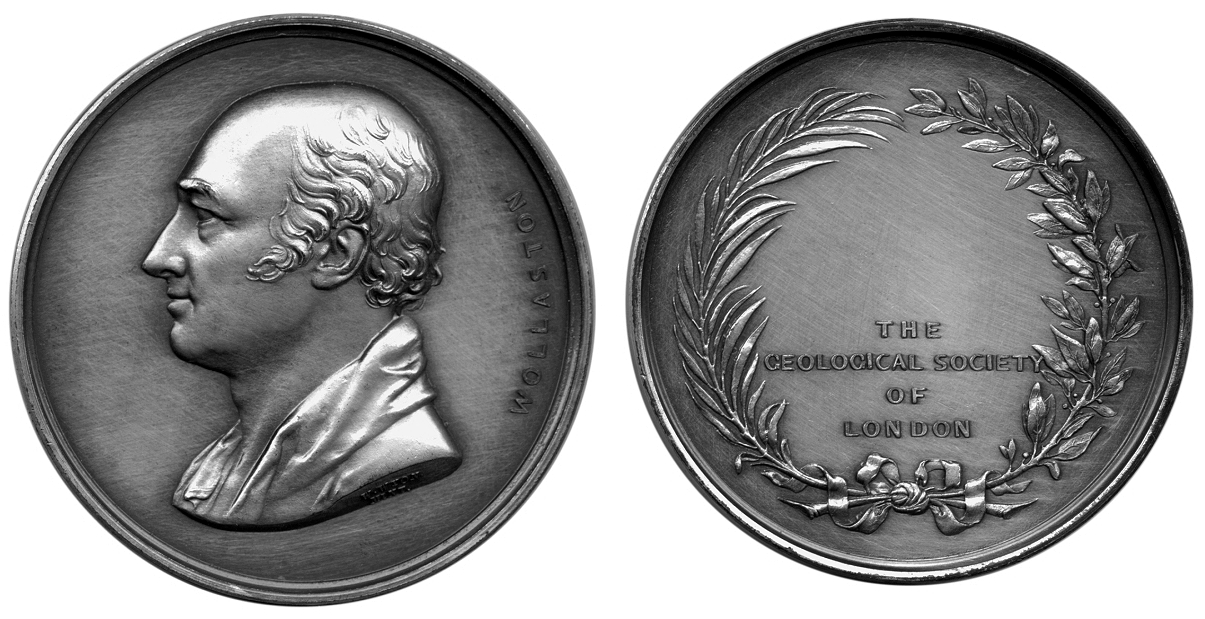
Медаль Волластона

- Минерал волластонит (силикат кальция).
- Кратер на видимой стороне Луны, назван в 1935 г..

С 1831 г. Британское геологическое общество вручает медаль Волластона, изготовленную из открытого им палладия.